# Kuchnia śląska

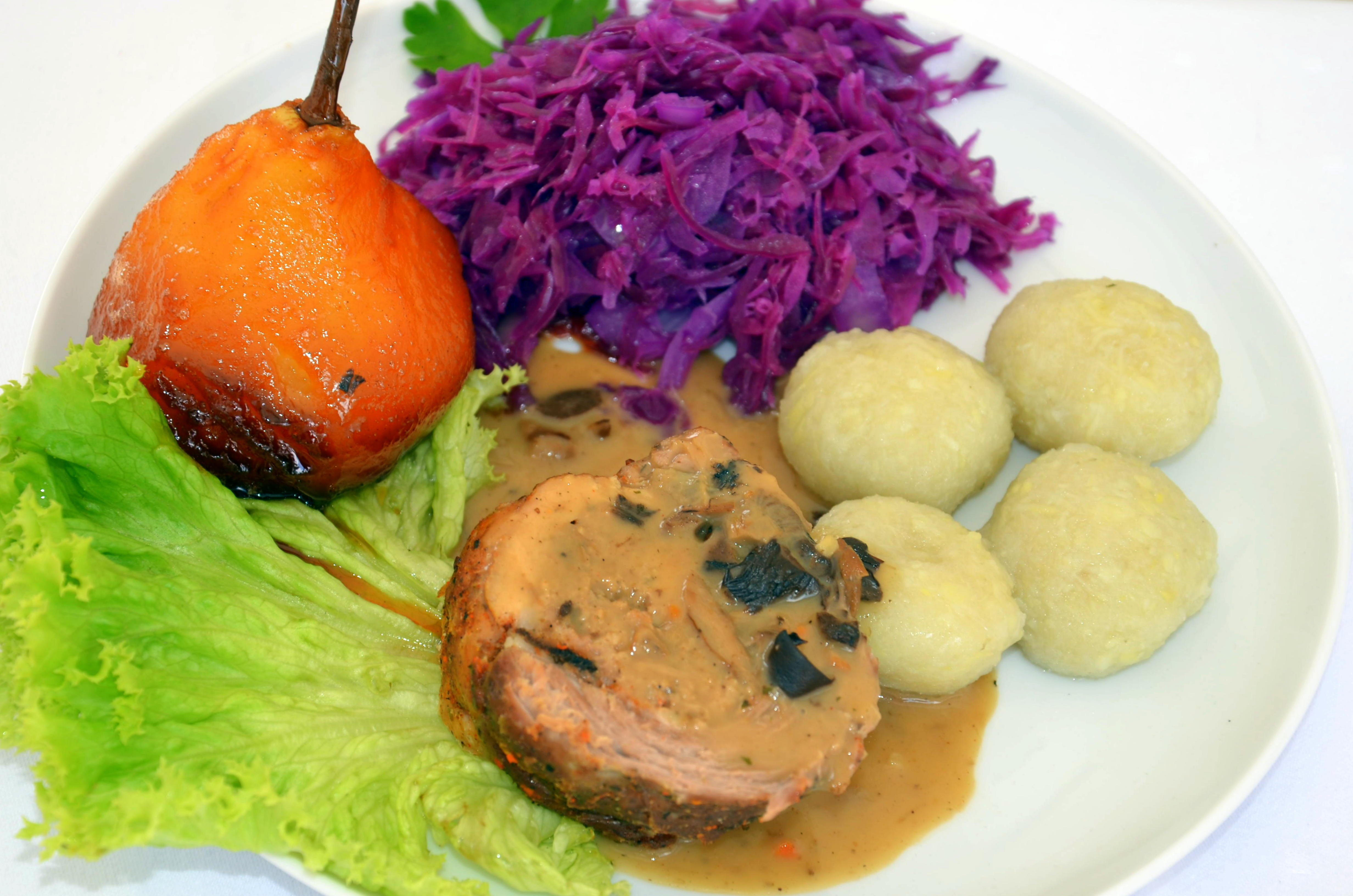
Rolady, kluski śląskie i modra kapusta

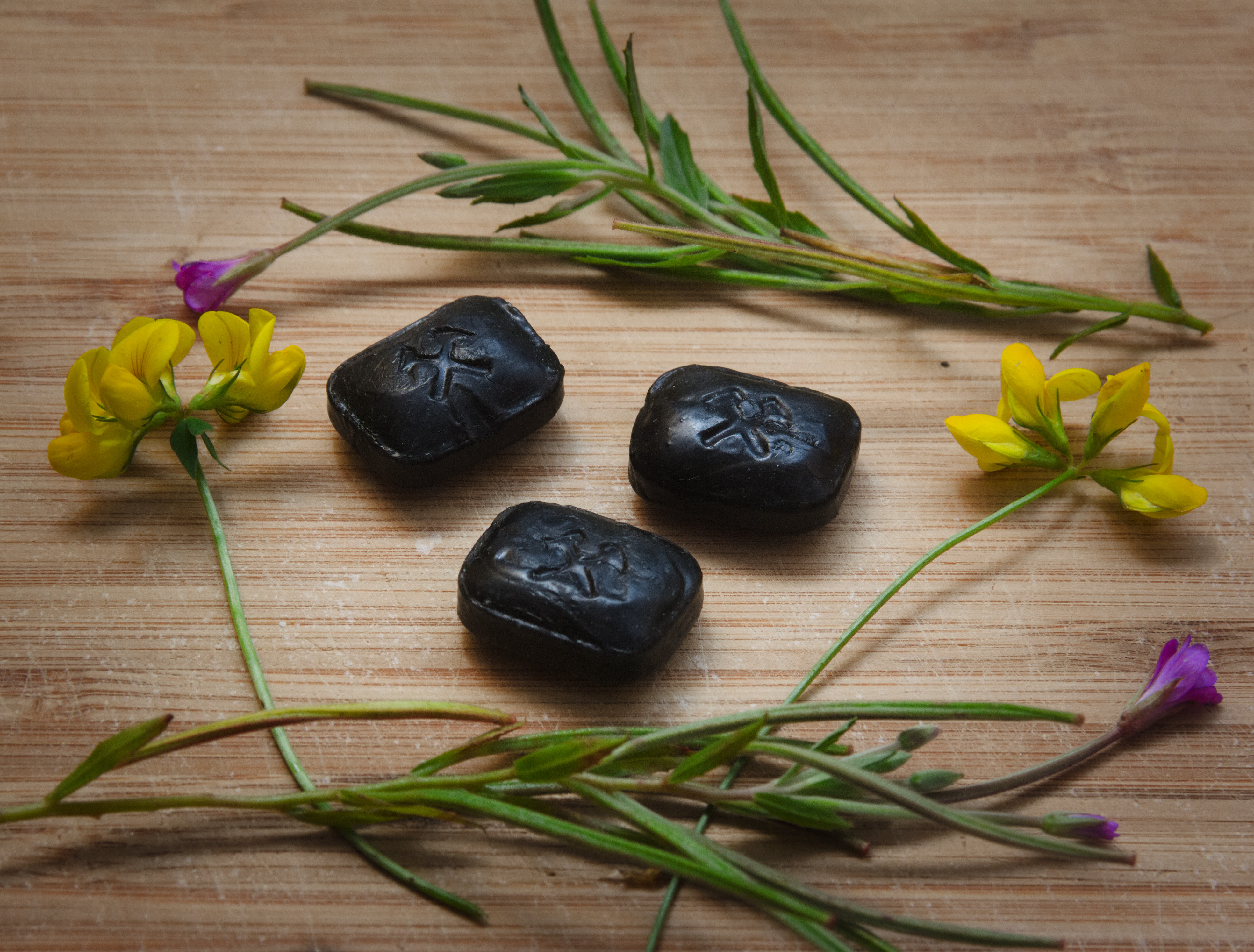
Kopalnioki

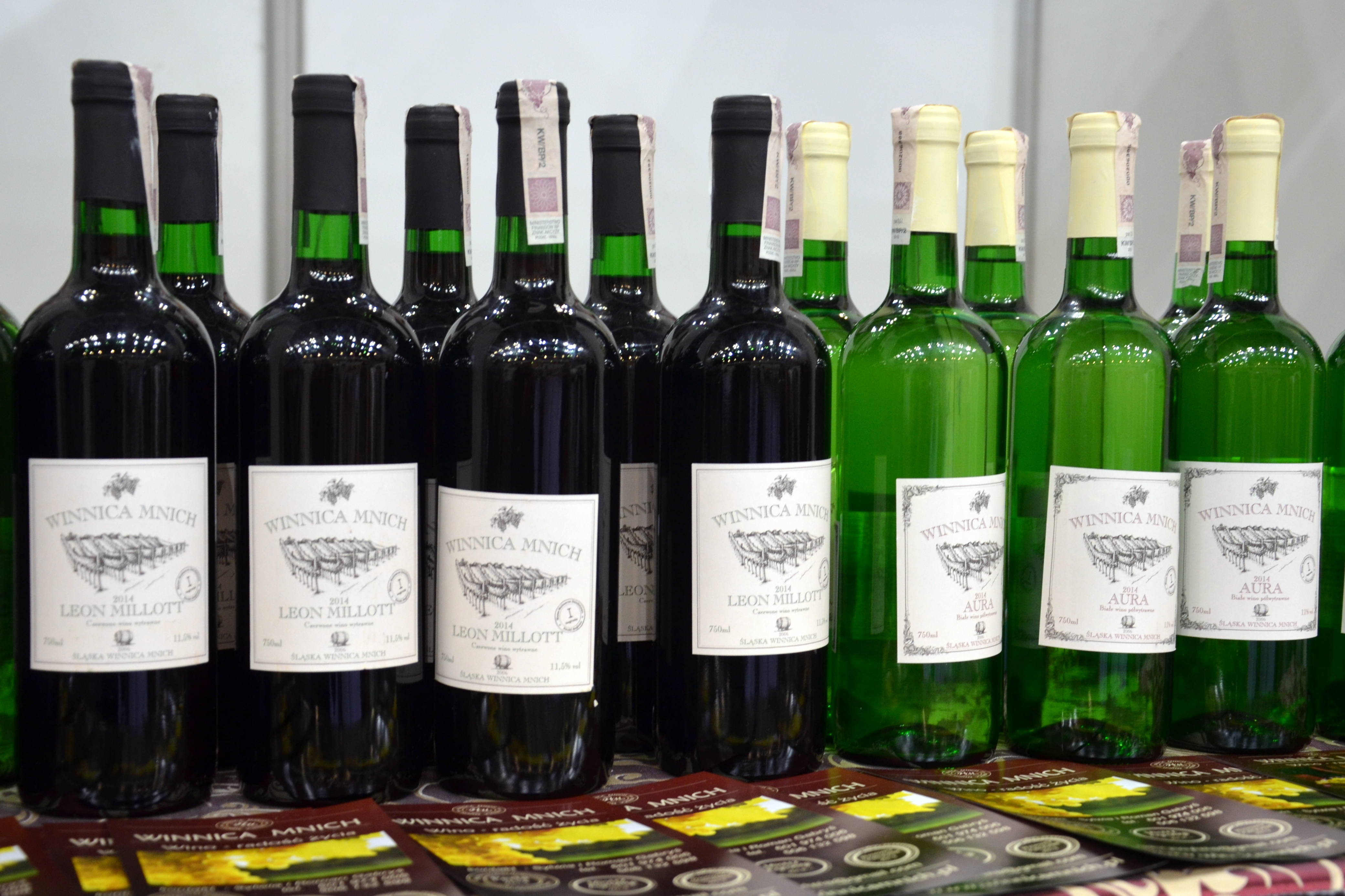
Wino śląskie, Mnich

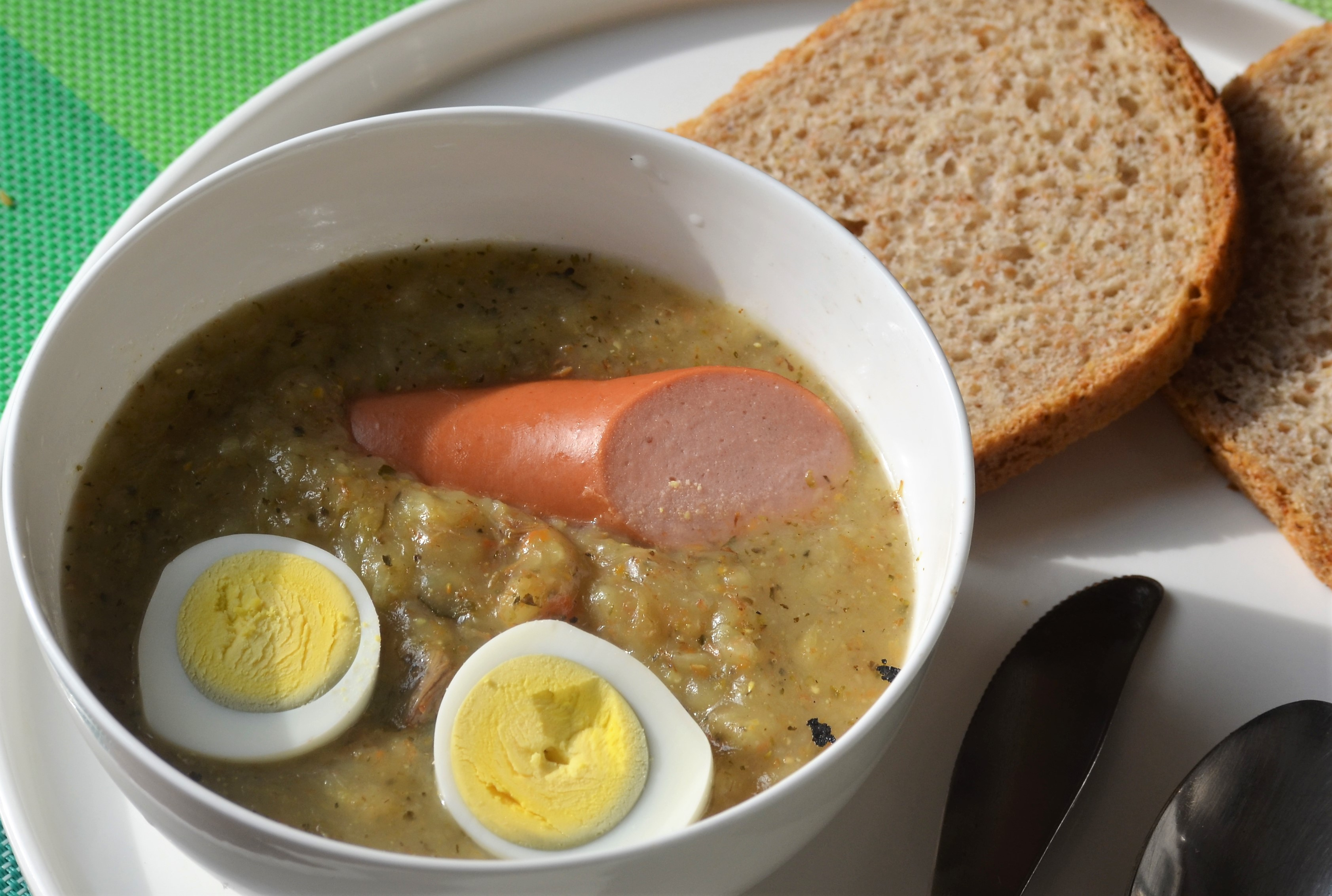
Żur

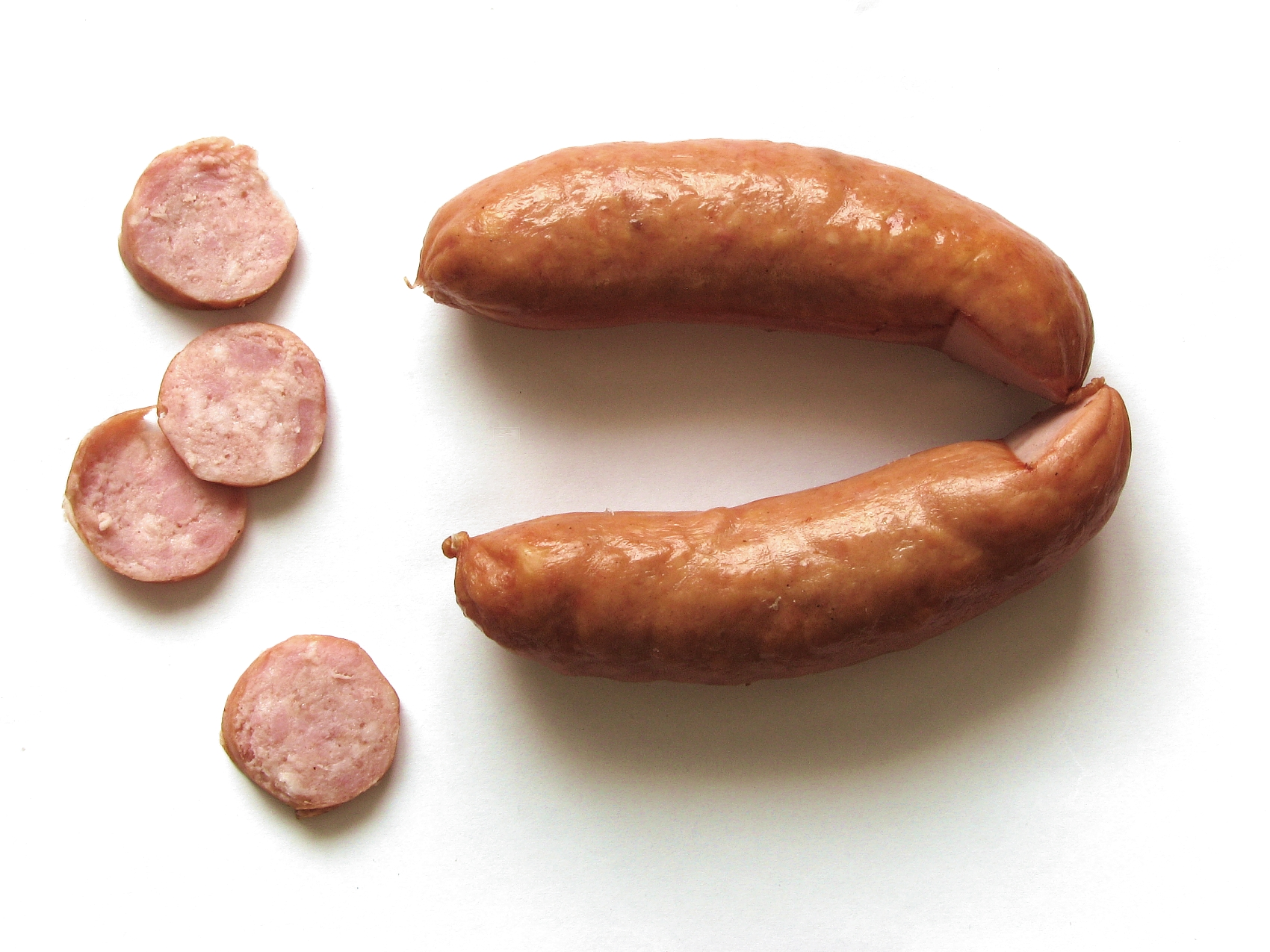
Kiełbasa śląska

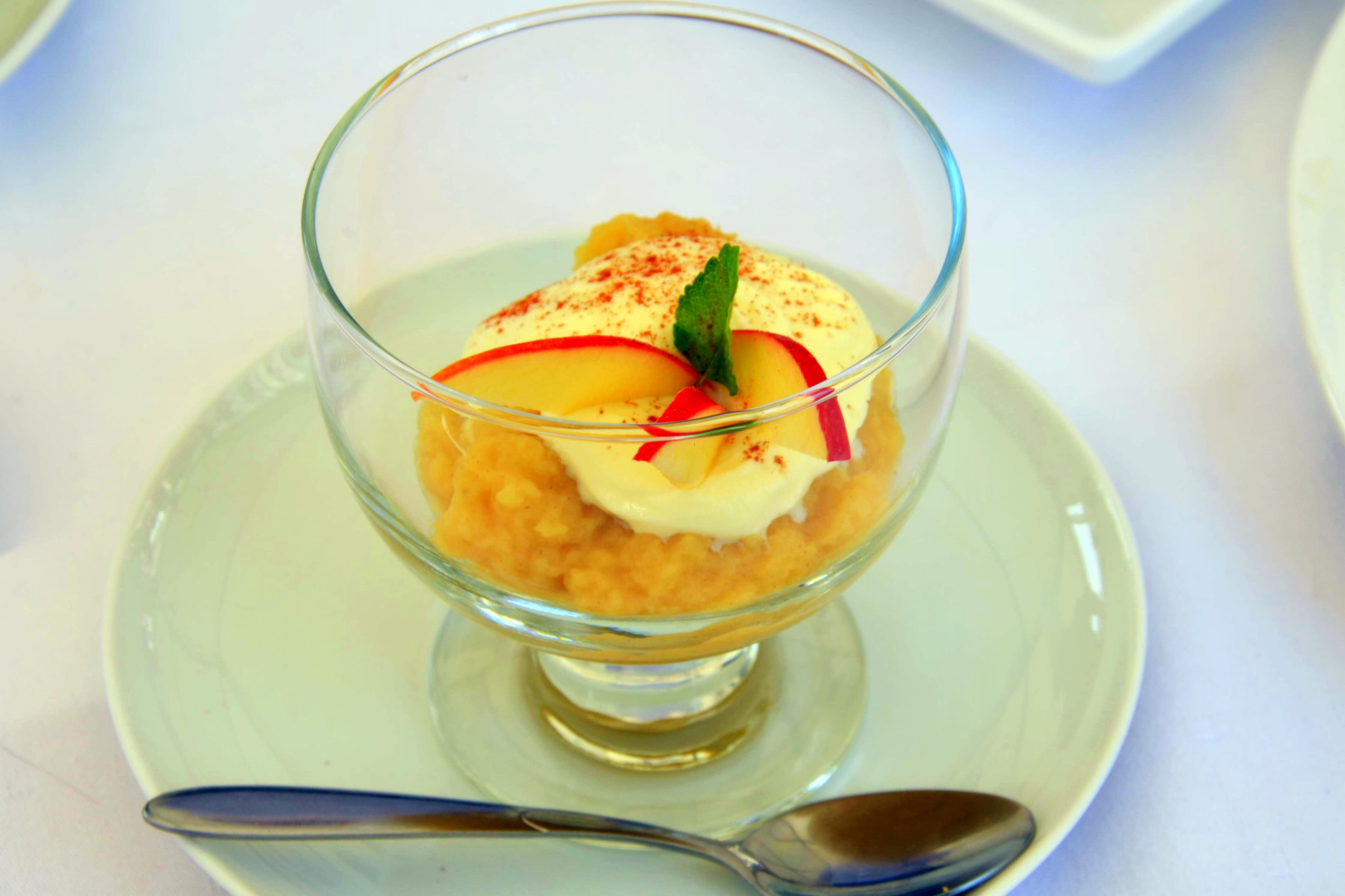
Mus jabłkowy

Kuchnia śląska – dział sztuki kulinarnej wywodzącej się i charakterystycznej dla Górnego Śląska i Ślązaków.
Przez wieki kultura śląska mieszała się i czerpała z wpływów Polski, Czech, Austrii i Niemiec. Spowodowało to powstanie oryginalnej kultury z własnymi gwarami, strojami ludowymi oraz kuchnią. Ze względu na wielonarodowościowy charakter tej krainy, tutejsza kuchnia jest niejednolita w swym charakterze. Na Górnym Śląsku spożywane są potrawy typowo śląskie (tu powstałe lub tylko tu spożywane) oraz potrawy popularne również w krajach sąsiadujących, często znane tu pod śląską nazwą: np. krepel (pączek) czy buchta (kluski na parze).
Często spotykanym zjawiskiem jest przypisywanie Ślązakom jako dania regionalnego rolady wraz z kluskami śląskimi i modrą kapustą (często jako pierwsze danie jest nudelzupa).

## Potrawy

### Dania mięsne
- Rolada
- Karminadle
- Krupniok
- Żymlok
- Kiełbasa śląska

### Zupy
- Żur śląski
- Żur żeniaty
- Wodzionka, brotzupa
- Siemieniotka
- Bryja
- Grochówka
- Zielona zupa

### Desery
- Kopa
- Kopalnioki
- Krepel
- Makówki
- Moczka
- Szpajza
- Zista

### Inne
- Armeriter
- Bratheringi
- Bratkartofle
- Ciapkapusta, inaczej panszkraut
- Dziubany placek
- Hekele
- Hauskyjza
- Kluski czarne
- Kluski śląskie
- Miodek majowy
- Modra kapusta
- Oblaty
- Szałot śląski

## Literatura
- Marek Szołtysek: Kuchnia śląska, Wydawnictwo Śląskie ABC, ISBN 83-88966-07-3.
- Wera Sztabowa: Krupnioki i moczka, czyli gawędy o kuchni śląskiej, Wydawnictwo Śląsk, Katowice, 1990, ISBN 83-216-0935-X.
- Barbara Jakimowicz-Klein: Kuchnia śląska z przyprawami leczącymi, Wydawnictwo Astrum, ISBN 83-7277-115-4.